# Ittenbachtunnel

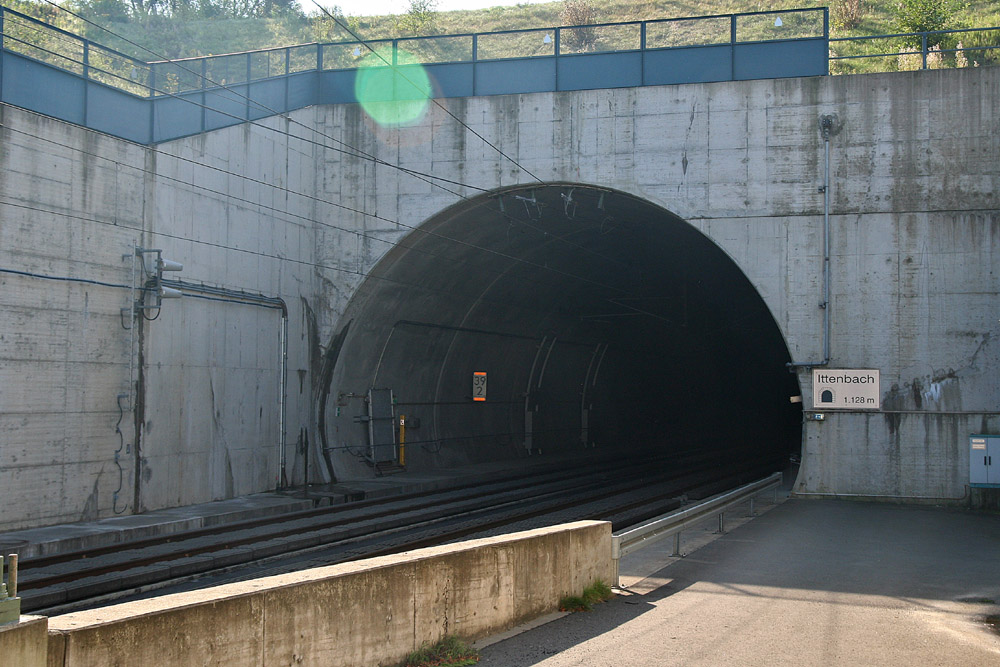
Nordportal

Der Ittenbachtunnel ist ein 1145 m langer Eisenbahn-Tunnel der Schnellfahrstrecke Köln–Rhein/Main. Er unterquert, neben Kreis- und Gemeindestraßen, dabei den Ortsteil Ittenbach der Stadt Königswinter und trägt daher seinen Namen.
Die Gleise im Tunnel sind auf fester Fahrbahn verlegt und können  planmäßig mit 300 km/h befahren werden.

## Lage und Verlauf

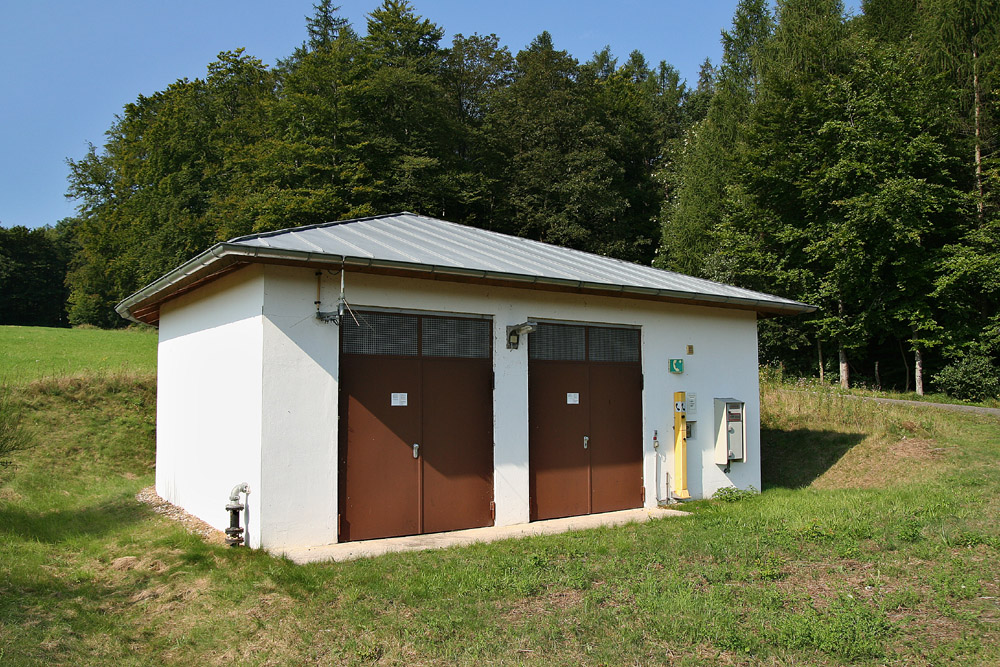
Notausgang des Tunnels nahe dem Südportal

Das Nordportal liegt beim Strecken-Kilometer 39,2 und das Südportal bei 40,4. Ein Notausgang führt rund 150 m nördlich des Südportals, bei 50° 40′ 47″ N, 7° 16′ 49″ O, an die Oberfläche.
Im Tunnel steigt die Gradiente der Strecke durchgehend in südlicher Richtung an.
Der Tunnel erreicht die Trasse das Naturschutzgebiet Siebengebirge. Er ist, neben dem Aegidienbergtunnel und dem Rottbitzetunnel, einer von drei Tunneln, in dem die Strecke auf einer Länge von rund 14 km das Siebengebirge passiert.
Die Bundesautobahn 3 verläuft östlich des Tunnels. Etwa 200 m nordöstlich des Nordportals überquert die Anschlussstelle Siebengebirge die Strecke. Zwischen der Anschlussstelle und dem Nordportal verläuft die Strecke in einem Trogbauwerk.
Dem Südportal folgt ein bis zu 10 m tiefer Einschnitt, anschließend ein 255 m langer, abgedeckelter Trog, der als Landschaftsbrücke gestaltet wurde.
Im bebauten Bereich liegt die Überdeckung bei rund 25 m.

## Geschichte

### Planung
Bereits der Planungsstand von Anfang 1992 sah einen Tunnel im Bereich von Ittenbach vor. Der Planungsstand von Ende 1995 sah eine Röhre von 1.000 m Länge vor.
Im Rahmen der am 27. Mai 1997 beschlossenen Konsens-Trasse zwischen Regierungsbezirk, Kreis, Gemeinden und der DB ProjektBau wurde die geplante Röhre im Sinne des Umwelt- und Naturschutzes um 145 m verlängert und die Gradiente tiefergelegt. Diese Verlängerung verläuft in einem Naturschutzgebiet.
Ende 1997 war der Tunnel bereits mit einer Länge von 1.145 m vorgesehen. Dies entspricht der heutigen Länge.
Das Bauwerk lag im nordrhein-westfälischen Planungsabschnitt 3 der Neubaustrecke.

### Bau
Das Bauwerk wurde auf einer Länge von 756 m in bergmännischer Bauweise erstellt; zeitgleich erfolgte der Bau von 389 Metern in offener Bauweise. Eine besondere Herausforderung beim Bau stellte die Unterfahrung von zwei Erdgas- und Ethen-Pipelines beim Tunnelmeter 38 dar, die während der Bauphase freigelegt wurden.
Der Tunnelanschlag wurde am 15. Juni 1999 gefeiert. Die Tunnelpatin Rosemarie Krämer, Ehefrau des damaligen Bürgermeisters Herbert Krämer, hatte dabei die symbolische erste Sprengung ausgelöst. Während der Bauzeit sollte der Grundwasserspiegel um bis zu 30 Meter abgesenkt werden (Stand: April 1999).
Der Tunnel wurde Anfang 2000, nach siebenmonatiger Bauzeit, durchgeschlagen. Unter Mithilfe der Tunnelpatin Rosemarie Krämer räumte ein Baggerführer die letzten Zentimeter Gestein am Südportal aus dem Weg. Er wurde als 19. von 24 bergmännischen Tunnelröhren der Strecke durchgestochen.
Es war der nördlichste Tunnel im Baulos A.

### Betrieb
Im Rahmen einer Untersuchung zu den Auswirkungen von Druckwellen auf Schallschutzwände und Tunnel wurden 150 ICE-Durchfahrten am Südportal des Ittenbachtunnels gemessen. Für die Messung der Fahrgeschwindigkeit wurden dabei zwei Lichtschranken verwendet. Bei den Messungen wurden Richtung Frankfurt Geschwindigkeiten von 265 bis 268 km/h und in Richtung Köln Geschwindigkeiten von 305 bis 308 km/h registriert. Bezogen auf 300 km/h lag die Messgenauigkeit bei 0,6 km/h.